# Conocybe microspora
Conocybe microspora är en svampart som tillhör divisionen basidiesvampar, och som först beskrevs av Josef Velenovský, och fick sitt nu gällande namn av Richard William George Dennis. Conocybe microspora ingår i släktet Conocybe, och familjen Bolbitiaceae. Arten är reproducerande i Sverige.